# Суперліга (Бруней)
Суперліга Брунею (англ. Brunei Super League) — вищий футбольний турнір Брунею. Ліга була заснована в 2012 році. У розіграші беруть участь 11 команд.

## Історія
Перші футбольні турніри в Брунеї стали з'являтися в 1985 році, коли була заснована національна асоціація Брунею (BAFA), яка розпочала розіграш національного чемпіонату, який з 2002 року отримав назву Прем'єр-ліга Брунею.
У 2008 році уряд Брунею скасував реєстрацію BAFA зі свого Реєстру товариств і визнав нову футбольну федерацію — Федерацію футболу Брунею-Даруссаламу (FFBD). Через це керівництво FIFA у міжнародному футболі тимчасово припинило членство Брунею у вересні 2009 року через втручання уряду. ФІФА відновив Бруней у травні 2011 року, визнавши ще одну футбольну асоціацію, Національну футбольну асоціацію Брунею-Даруссаламу (NFABD) як свого представника в Брунеї. Це призвело до скасування Прем'єр-ліги Брунею 2011 року, яка була організована FFBD.
Підготовка до створення єдиної ліги NFABD почалася у 2012 році і в сезоні 2012/2013 відбувся її перший розіграш.

## Чемпіони
| Сезон   | Чемпіон                      | Срібний призер               | Бронзовий призер             |
| ------- | ---------------------------- | ---------------------------- | ---------------------------- |
| 2012/13 | Індера                       | МС АБДБ                      | Маджра Юнайтед               |
| 2014    | Індера                       | МС АБДБ                      | Наджип                       |
| 2015    | МС АБДБ                      | Індера                       | Наджип Ай-Тім                |
| 2016    | МС АБДБ                      | Індера                       | Віджая                       |
| 2017-18 | МС АБДБ                      | Кота Рейнджер                | Індера                       |
| 2018-19 | МС АБДБ                      | Індера                       | Віджая                       |
| 2020-22 | не проводився через COVID-19 | не проводився через COVID-19 | не проводився через COVID-19 |
| 2023    | Касука                       | Індера                       | Кота Рейнджер                |

## См. також
- Збірна Бахрейну з футболу
- Кубок АФК